# FC2コリク
FC2コリク（英語: FC 2 Korriku, アルバニア語: KF 2 Korriku）は、コソボのプリシュティナをホームタウンとするサッカークラブ。

## 歴史
クラブは1957年にKFプロレテリ（KF Proleteri）の名前で創設された。1990年、KF2コリクに改称した。「2 Korriku」はアルバニア語で7月2日を意味する。これは1990年7月2日にコソボが独立宣言したことに由来する。1992年にサッカースクールを設立した。1996-97シーズンはクパ・エ・コソヴァスで初優勝を飾った。

## タイトル
- クパ・エ・コソヴァス：1回
  - 1996-97

## 過去の成績
| シーズン | リーグ           | 順位 | 試 | 勝 | 分 | 敗 | 得 | 失 | 差 | 点 | クパ・エ・コソヴァス |
| -------- | ---------------- | ---- | -- | -- | -- | -- | -- | -- | -- | -- | -------------------- |
| 2014-15  | リーガ・エ・パラ | 06位 | 30 | 13 | 3  | 14 | 43 | 35 | +8 | 42 |                      |